# Dircenna klugii
Dircenna klugii is een vlinder uit de familie Nymphalidae. De wetenschappelijke naam werd  gepubliceerd in 1837 door Carl Geyer en Jacob Hübner.